# Cotonou III
Cotonou III è un arrondissement del Benin situato nella città di Cotonou (dipartimento del Litorale) con 64.761 abitanti (dato 2006).